# Jettingen-Scheppach
Jettingen-Scheppach là một đô thị ở huyện Günzburg bang Bavaria thuộc nước Đức.